# Ann Simons
Ann Simons (Tongeren, 5 augustus 1980) is een voormalig Belgisch judoka. Op de Olympische Zomerspelen 2000 won ze een bronzen medaille in de categorie tot 48 kg. In haar carrière werd ze ook 8 keer Belgisch kampioen. In september 2006 stopte ze noodgedwongen met judo. Haar knieën waren te veel beschadigd door de topsport.

## Erelijst
2005
- Belgische kampioenschappen (in Charleroi) -48 kg
- 5e Wereldkampioenschappen (in Caïro) -48 kg
- 5e Europese kampioenschappen (in Rotterdam) -48 kg
- World Cup Tampere -48 kg

2004
- 7e Europese kampioenschappen (in Boekarest) -48 kg

2003
- Europese kampioenschappen (in Düsseldorf) -48 kg
- World Cup van Rotterdam

2002
- 7e Europese kampioenschappen (in Maribor) -48 kg
- World Cup van Rotterdam -48 kg
- Belgische kampioenschappen (in Charleroi) -48 kg

2001
- Internationaal toernooi van Rennes -48 kg
- Europese kampioenschappen (in Parijs) -48 kg

2000
- Europese Kampioenschappen per team (in Aalst) -48 kg
- Olympische Spelen (in Sydney) -48 kg
- World Cup van Rotterdam -48 kg
- Belgische kampioenschappen (in Aalst) -48 kg
- World Cup van Moskou -48 kg

1999
- Europese kampioenschappen tot 20jaar (in Rome) -48 kg
- Europese kampioenschappen per team (in Istanbul) -48 kg
- World Cup van Praag -48 kg
- Belgische kampioenschappen (in Aalst) -48 kg

1998
- Europese kampioenschappen tot 20jaar (in Boekarest) -48 kg
- Wereldkampioenschappen tot 20jaar (in Cali) -48 kg
- Wereldkampioenschappen per team (in Minsk) -48 kg
- Belgische kampioenschappen tot 20jaar (in Charleroi) -48 kg
- World Cup van Praag -48 kg
- Belgisch kampioenschap (in Aalst) -48 kg

1997
- Belgische kampioenschappen tot 20jaar (in Charleroi) -48 kg
- Belgische kampioenschappen (in Herentals) -48 kg
- Trofee van Vlaanderen tot 20jaar (in Herentals) -48 kg

1996
- 5e Wereldkampioenschappen voor junioren (in Porto) -48 kg
- Belgische kampioenschappen tot 20jaar (in Charleroi) -48 kg

1995
- EYOD (in Bath) -44 kg